# Phare de Bowlers Rock
Le phare de Bowlers Rock (en anglais : Bowlers Rock Light), est un phare offshore à caisson pneumatique situé dans la rivière Rappahannock, dans la baie de Chesapeake, comté d'Essex en Virginie.

## Historique
Des lumières de signalisation maritime ont été construites à partir de 1835. En 1861, le premier bateau-phare fut détruit par des pillards confédérés. Le deuxième navire le remplaça en 1864 pour être remplacé par un screw-pile lighthouse en 1868. La maison carrée était construite sur une plateforme à six piliers, deux supplémentaires étant fournis pour protéger la lumière de la glace. En dépit de cela, un rapport de 1895 remarqua que la lumière avait subi de tels dommages et qu'il était peu probable qu'elle survive. Cette prédiction s'est réalisée en 1918, lorsque la lumière a été détruite. Il a été officiellement désactivé deux ans plus tard. 
En 1921, le phare   a été remplacé par une petite structure à caisson avec éclairage à acétylène automatisé. Il est équipé d'un appareil automatique à cloche à brouillard au dioxyde de carbone. La structure fut construite sur un haut-fond, proche  de l'ancien emplacement. Il reste en service jusqu'à présent.
Identifiant : ARLHS : USA-074 ; USCG : 2-15445 ; Admiralty : J1680 . 

### Lien connexe
- Liste des phares en Virginie